# Лащенко В'ячеслав Митрофанович
В'ячеслав Митрофанович Лащенко (28 жовтня 1875, Єлисаветград — 1 травня 1953) — український педагог, поет, письменник, громадсько-політичний діяч. Один із провідних діячів українського національного руху у Севастополі та на Чорноморському флоті у 1917—1920 рр. Один з організаторів і перший голова Чорноморської Української Громади в місті Севастополі.

## Біографічні відомості
Народився 28 жовтня 1875 року в Єлисаветграді (нині Кропивницький) у родині інспектора Єлисаветградського духовного училища, українофіла Митрофана Лащенка, що був одним із засновників української громади в місті, а в 1870-х рр. очолив Єлисаветградське товариство поширення грамотності та ремесел. Брат правознавця, професора Ростислава Лащенка. Портретні зображення В'ячеслава Лащенка відсутні. Збереглися лише спогади його сучасників: «Низького зросту сухорлявий чоловік. На устах приємна, мила усмішка, очі світяться. Звернувся до зібраних своїм приємним, але тихим голосом».
Середню освіту здобув в Олександрійській гімназії. Вступив до Київського університету святого Володимира, потім навчався на словесному відділенні Ніжинського історико-філологічного інституту князя Безбородька, звідки в жовтні 1901 року був переведений до Варшавського університету, де почав навчатися на третьому курсі історико-філологічного факультету. Під час навчання у вищих навчальних закладах брав активну участь в українському національному русі. Разом з однодумцями 1899 у Ніжині організував панахиду за Т. Шевченком як єдину на той час незаборонену форму вшанування пам'яті поета. Тоді ж привселюдно прочитав цензуровані царською владою поеми Кобзаря «Сон» та «Кавказ». Також організував та очолив Українську студентську громаду у Варшаві.
Після отримання історико-філологічної освіти викладав у різних гімназіях Київського, Одеського та Кавказького навчальних округів. Влада вважала його неблагонадійним через проукраїнські погляди та кілька разів переводила на нові місця роботи.
Після російсько-японської війни 1904—1905 рр. в Олександрії всиновив одного з китайських сиріт, що навчався у місцевій гімназії під ім'ям Михайло Лащенко.
Був прихильником ідеї федералізму. Пробуджував національну гідність учнів, мав вплив на формування поглядів Дмитра Чижевського, коли працював в Олександрійській гімназії (1906).
На початку ХХ століття опинився у Севастополі, де займався викладанням у жіночій гімназії та громадською діяльністю. Брав участь у нелегальному українському патріотичному гуртку «Кобзар», який очолив, ймовірно, у 1906 році.
У 1916 році викладав у Петроградській середній торговельній школі.
Навесні 1917 року повернувся до Севастополя. 22 квітня на установчих зборах Ради Чорноморської Української Громади в місті Севастополі був обраний її головою; також очолював її просвітницьку секцію. Організація об'єднала кілька тисяч цивільних севастопольців, моряків, офіцерів і солдатів, відіграла важливу роль у розгортанні руху за українізацію Чорноморського флоту, більшість матросів якого була українцями.
9 липня 1917 року взяв участь у засіданні 5-х загальних зборів УЦР під головуванням М. Грушевського; під час свого виступу привітав УЦР від імені Чорноморської Української Громади в місті Севастополі, розповів про її склад та про заснування у Севастополі військового клубу імені кошового Сірка. Наприкінці виступу попросив УЦР звернути особливу увагу «на Чорне море, на працю чорноморських громад».
За результатами перших демократичних виборів до Севастопольської міської думи, що відбулися 16 липня 1917 року, був обраний гласним за списком Української партії соціалістів-революціонерів, після чого залишив посаду голови Чорноморської Української Громади в місті Севастополі.
Очолив сформовану 12 листопада 1917 року Севастопольську українську раду військових і робітничих депутатів, яка проіснувала до початку 1918 року.
За непідтвердженими даними, у період УНР був директором української гімназії в Одесі.
15–16 жовтня року, під час врангелівської окупації Криму, взяв участь у з'їзді Українського національно-демократичного блоку (УНДБ), що відбувся у Севастополі. Увійшов до керівництва УНДБ, який проголошував лояльність до Врангеля, ідеї державності України у складі федеративної Росії та створення українського війська. У вересні того ж року був обраний до президії ЦК УНДБ.
Після захоплення Криму більшовиками 17 листопада 1920 року та початку червоного терору, виїхав до Ужгорода; пізніше перебрався до Праги. Продовжував займатися літературою (писав вірші українською і російською мовами), громадською і, ймовірно, викладацькою діяльністю.
Товаришував, підтримував творчі стосунки з Олександром Олесем, О. Ольжичем. Олександр Олесь надіслав Л. вірш «Довго ти, о Музо, спала» (1926), навзаєм Л. подарував йому свої твори.
Після ІІ світової війни виїхав до США. Помер 1 травня 1953 року; похований у колумбарії в Подєбрадах (Чехія).

## Творчість
У 1917 і 1918 роках публікував свої поетичні твори у «Літературно-науковому віснику».
Друкувався переважно у періодиці, досконало володів технікою віршування, зображально-виражальними засобами, хоч іноді задля римування вдавався до неприродніх наголосів. У віршах «Софія», «Злато-сині прапори» піднесений оптимізм вселяє віру в незалежність України.
У 1928 році видав у Празі збірник поезій «На ріках Вавилонських», підписаний криптонімом «В. Л.». Половина чистого прибутку від продажу книжки мала йти на допомогу немаєтним студентам Української господарської академії в Подєбрадах.
У 1935 році видав невеликий україномовний художній твір «Ніч в Африці» та російськомовну поезію «Цивилазаторы» під псевдонімом «Скиф».
У 1939 році видав твір під назвою «Перли: на вічну пам'ять Котляревському 1838—1938». Видавцем було зазначено Спілку членів Чорноморської Української Громади міста Севастополя на еміграції.
Окремі його твори вміщені в антології «Українська поезія кінця ХІХ — середини ХХ століття» (т. 4, К., 2015).